# 承宗
承宗（?—?），是唐朝初期的回纥首领，药罗葛氏，伏帝匐之子。
719年，伏帝匐死后，承宗嗣瀚海都督之位，担任河西经略副使兼赤水军使。727年，河西节度使王君㚟和铁勒诸族有私怨，诬陷承宗等都督谋反。唐玄宗将承宗流放岭南瀼州（治所在今广西壮族自治区上思县西南），之后死在那里。承宗族子瀚海司馬護輸，袭杀王君㚟，为承宗报仇，然后逃亡吐蕃。唐朝以其子伏帝難继承瀚海都督之位。据《新唐书》，承宗的另一子骨力裴罗（一说護輸之子）逃往突厥，后来成为回纥汗国第一任可汗。